# Palazzo Martellini-Montini
Il Palazzo Martellini-Montini è un edificio storico di Bibbiena, in provincia di Arezzo, situato in via Cappucci 8. 

## Storia e descrizione
Il palazzo di origine quattrocentesca, di cui si conserva al piano terreno un bel portico tamponato, con sette archi in pietra nei quali sono inseriti tre portoni ed alcune finestre, venne modificato sia nella facciata che negli interni nel XVIII secolo. 
Ai piani primo e secondo presenta due ordini di sei finestre, con cornici in pietra e persiane verdi alla fiorentina.
Sopra il portone d'ingresso è posto lo stemma cinquecentesco dei Martellini, accanto al quale furono aggiunti in epoca successiva quelli dei Biondi e dei Montini. 
Sul retro del palazzo si trova  un cortile lastricato in pietra aperto sul giardino all'italiana con aiuole delimitate da vialetti e siepi di bosso. 
Nell'androne d'ingresso che introduce al giardino si può ammirare un bell'affresco tardo settecentesco raffigurante una statua. 
All'interno, alcune stanze del primo piano sono decorate con pitture a tempera tardo settecentesche e grisailles ed alcuni pavimenti in cotto, sono dipinti alla palladiana.